# Gran Premi di automobilismo 1906

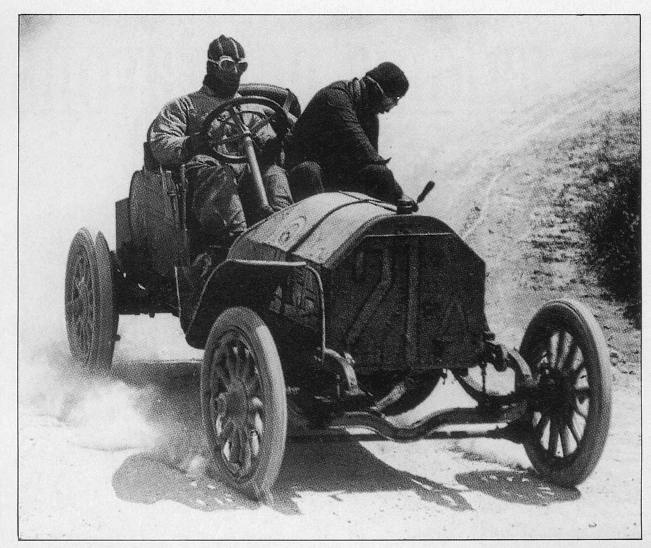
Alessandro Cagno, nel 1907 in gara nella Targa Florio, da lui vinta nella stagione 1906

La stagione dei Gran Premi del 1906 fu la prima stagione di Gran Premi nella storia dell'automobilismo, e della Formula Grand Prix.
Erano trascorsi solo sette anni dalla prima competizione automobilistica della storia, la Parigi–Bordeaux–Parigi disputata l'11 giugno 1895, poiché la Parigi-Rouen 1894, disputata l'anno prima fu in effetti una gara di regolarità.

## Grand prix della stagione

### Grandi prove
| Nome                   | Circuito | Data           | Vincitore    | Auto    | Resoconto |
| ---------------------- | -------- | -------------- | ------------ | ------- | --------- |
| Gran Premio di Francia | Le Mans  | 26 e 27 giugno | Ferenc Szisz | Renault | Resoconto |

### Altri grand prix
| Nome                          | Circuito     | Data         | Vincitore        | Auto           | Resoconto |
| ----------------------------- | ------------ | ------------ | ---------------- | -------------- | --------- |
| Targa Florio                  | Madonie      | 6 maggio     | Alessandro Cagno | Itala          | Resoconto |
| Circuito delle Ardenne        | Bastogne     | 13 agosto    | Arthur Duray     | de Dietrich    | Resoconto |
| Cìrcuito Siciliano Vetturette | Palermo      | 5 settembre  | Vincenzo Florio  | De Dion-Bouton | Resoconto |
| Vanderbilt Elimination Race   | Long Island  | 22 settembre | Joe Tracy        | Locomobile     | Resoconto |
| Tourist Trophy                | Isola di Man | 27 settembre | Charles Rolls    | Rolls-Royce    | Resoconto |
| Vanderbilt Cup                | Long Island  | 6 ottobre    | Louis Wagner     | Darracq        | Resoconto |
| Coupe de l'Auto               | Rambouillet  | 12 novembre  | George Sizaire   | Sizaire-Naudin | Resoconto |